# Lithium (Nirvana)
Lithium is een nummer en een single van de Amerikaanse grungeband Nirvana van het album Nevermind. Het kwam uit op 21 juli 1992 bij DGC Records. Naast "Lithium", staan ook de nummers "Been a Son" (live), "Curmudgeon" en "D-7" op de single.
De herkomst van de naam van de song wordt doorgaans toegeschreven aan het gebruik van lithium als stemmingsstabilisator. De tekst wordt vaak geïnterpreteerd als een beschrijving van een bipolaire stoornis. Cobain beweerde dat hij hieraan leed en sommigen beweren dat hij dit nummer om die reden heeft geschreven. De exacte betekenis van de tekst van het nummer is echter niet bekend.

## Hitnoteringen

### Nederlandse Top 40
| Hitnotering: 01-08-1992 t/m 29-08-1992 | Hitnotering: 01-08-1992 t/m 29-08-1992 | Hitnotering: 01-08-1992 t/m 29-08-1992 | Hitnotering: 01-08-1992 t/m 29-08-1992 | Hitnotering: 01-08-1992 t/m 29-08-1992 | Hitnotering: 01-08-1992 t/m 29-08-1992 | Hitnotering: 01-08-1992 t/m 29-08-1992 |
| Week:                                  | 1                                      | 2                                      | 3                                      | 4                                      | 5                                      |                                        |
| -------------------------------------- | -------------------------------------- | -------------------------------------- | -------------------------------------- | -------------------------------------- | -------------------------------------- | -------------------------------------- |
| Positie:                               | 24                                     | 18                                     | 16                                     | 19                                     | 33                                     | uit                                    |

### NederlandseSingle Top 100
| Hitnotering: 18-07-1992 t/m 26-09-1992 | Hitnotering: 18-07-1992 t/m 26-09-1992 | Hitnotering: 18-07-1992 t/m 26-09-1992 | Hitnotering: 18-07-1992 t/m 26-09-1992 | Hitnotering: 18-07-1992 t/m 26-09-1992 | Hitnotering: 18-07-1992 t/m 26-09-1992 | Hitnotering: 18-07-1992 t/m 26-09-1992 | Hitnotering: 18-07-1992 t/m 26-09-1992 | Hitnotering: 18-07-1992 t/m 26-09-1992 | Hitnotering: 18-07-1992 t/m 26-09-1992 | Hitnotering: 18-07-1992 t/m 26-09-1992 | Hitnotering: 18-07-1992 t/m 26-09-1992 | Hitnotering: 18-07-1992 t/m 26-09-1992 |
| Week:                                  | 1                                      | 2                                      | 3                                      | 4                                      | 5                                      | 6                                      | 7                                      | 8                                      | 9                                      | 10                                     | 11                                     |                                        |
| -------------------------------------- | -------------------------------------- | -------------------------------------- | -------------------------------------- | -------------------------------------- | -------------------------------------- | -------------------------------------- | -------------------------------------- | -------------------------------------- | -------------------------------------- | -------------------------------------- | -------------------------------------- | -------------------------------------- |
| Positie:                               | 82                                     | 69                                     | 48                                     | 33                                     | 22                                     | 17                                     | 19                                     | 29                                     | 42                                     | 63                                     | 84                                     | uit                                    |

### VlaamseRadio 2 Top 30
| Hitnotering: (Week 1) 01-08-1992 Hitnotering: (Week 2 t/m 5) 22-08-1992 t/m 12-09-1992 | Hitnotering: (Week 1) 01-08-1992 Hitnotering: (Week 2 t/m 5) 22-08-1992 t/m 12-09-1992 | Hitnotering: (Week 1) 01-08-1992 Hitnotering: (Week 2 t/m 5) 22-08-1992 t/m 12-09-1992 | Hitnotering: (Week 1) 01-08-1992 Hitnotering: (Week 2 t/m 5) 22-08-1992 t/m 12-09-1992 | Hitnotering: (Week 1) 01-08-1992 Hitnotering: (Week 2 t/m 5) 22-08-1992 t/m 12-09-1992 | Hitnotering: (Week 1) 01-08-1992 Hitnotering: (Week 2 t/m 5) 22-08-1992 t/m 12-09-1992 | Hitnotering: (Week 1) 01-08-1992 Hitnotering: (Week 2 t/m 5) 22-08-1992 t/m 12-09-1992 | Hitnotering: (Week 1) 01-08-1992 Hitnotering: (Week 2 t/m 5) 22-08-1992 t/m 12-09-1992 |
| Week:                                                                                  | 1                                                                                      |                                                                                        | 2                                                                                      | 3                                                                                      | 4                                                                                      | 5                                                                                      |                                                                                        |
| -------------------------------------------------------------------------------------- | -------------------------------------------------------------------------------------- | -------------------------------------------------------------------------------------- | -------------------------------------------------------------------------------------- | -------------------------------------------------------------------------------------- | -------------------------------------------------------------------------------------- | -------------------------------------------------------------------------------------- | -------------------------------------------------------------------------------------- |
| Positie:                                                                               | 26                                                                                     | uit                                                                                    | 18                                                                                     | 27                                                                                     | 26                                                                                     | 26                                                                                     | uit                                                                                    |

### NPO Radio 2 Top 2000
| Nummer met noteringen in de NPO Radio 2 Top 2000 | '12  | '13 | '14 | '15 | '16 | '17 | '18 | '19 | '20 | '21 | '22 | '23 | '24 |
| ------------------------------------------------ | ---- | --- | --- | --- | --- | --- | --- | --- | --- | --- | --- | --- | --- |
| Lithium                                          | 1818 | 957 | 208 | 224 | 252 | 246 | 232 | 265 | 292 | 257 | 280 | 324 | 365 |

1. ↑  Een vetgedrukt getal geeft de hoogste notering aan.
2. ↑  2012 was het eerste jaar met een notering voor dit nummer.